# Папас (платформа)
Папас — остановочный пункт Северо-Кавказской железной дороги в Дагестане.
Располагается на линии Махачкала — Дербент.